# Lunga vita a Sto
Lunga vita a Sto è la prima raccolta del rapper italiano Ghali, pubblicata il 24 novembre 2017 dalla Sto Records.

## Descrizione
Contiene un'introduzione omonima alla raccolta e altri brani realizzati nel periodo antecedente alla pubblicazione del suo album di debutto Album e resi disponibili per l'ascolto in precedenza su YouTube e SoundCloud.
Il 25 settembre 2020 il disco è stato pubblicato per la prima volta anche nei formati CD e LP.

## Tracce
Testi di Ghali Amdouni, musiche di Paolo Alberto Monachetti.
1. Lunga vita a Sto – 1:29
2. Come Milano – 3:19
3. Optional – 2:30
4. Cazzo mene – 3:42
5. Mamma – 2:59
6. Voci – 1:43
7. Non lo so (feat. Izi) – 3:51
8. Sempre me – 3:14
9. Marijuana – 3:42
10. Vai tra – 3:16
11. Dende – 3:29
12. Wily Wily – 3:56

## Classifiche
| Classifica (2018) | Posizione massima |
| ----------------- | ----------------- |
| Italia            | 97                |